# Big Hit Music
Big Hit Music (кор. 빅히트 뮤직; стилизовано как «BIG HIT MUSIC»), ранее известный как Big Hit Entertainment (кор. 빅히트 엔터테인먼트) — южнокорейский лейбл звукозаписи, основанный в 2005 году Пан Си Хёком. В марте 2021 года компания была переименована и реорганизована в независимый лейбл в составе Hybe Corporation (ранее Big Hit Entertainment Co., Ltd.). На данный момент лейбл сотрудничает с сольным исполнителем Ли Хён, а также с бой-бендами BTS и Tomorrow X Together. Ранее компания управляла сольной исполнительницей Им Чонхи и группами 8Eight и 2AM, а также совместно управляла группой Glam.

## История

### 2005—2021: Big Hit Entertainment
Big Hit Entertainment была основана 1 февраля 2005 года. В 2007 году компания подписала контракт с трио 8Eight. В 2010 году Big Hit Entertainment заключила договор о совместном управлении с JYP Entertainment на управление мужской группой 2AM. В том же году Пан Си Хёк подписал контракт с RM в качестве первого участника группы BTS и запустил общенациональный кастинг для набора других участников группы. Дебют BTS под лейблом Big Hit состоялся 13 июня 2013 года.
В 2012 году компания подписала контракт с Им Чонхи и, совместно с Source Music, сформировала женскую группу Glam. Группа активно работала до 2014 года, когда была распущена из-за скандала, связанного с одной из участниц, Ким Дахи. Ким была приговорена к тюремному заключению после того, как её признали виновной в шантаже актёра Ли Бёнхона.
После завершения совместного контракта между Big Hit и JYP в апреле 2014 года три участника группы 2AM вернулись в JYP, в то время как Ли Чанмин остался с Big Hit для продолжения сольной карьеры и участия в дуэте Homme. В том же году группа 8Eight распалась после окончания контрактов с Big Hit у Пэк Чана и Джу Хи. В мае 2015 года Им Чонхи покинула агентство по истечении трёхлетнего контракта.
В феврале 2018 года группа Homme распалась после истечения контракта участника Чанмина. Он покинул компанию, чтобы основать собственное агентство, в то время как Ли Хён продолжил карьеру как сольный артист. В октябре BTS продлили и расширили контракт с агентством на семь лет. Big Hit дебютировала со второй мужской группой Tomorrow X Together (TXT) в марте 2019 года.
В феврале 2021 года Big Hit Entertainment объявила о партнёрстве с Universal Music Group. В рамках этого сотрудничества Big Hit America и Geffen Records создали совместный лейбл в Лос-Анджелесе, а также начали разработку поп-группы по модели, вдохновлённой K-pop. Universal Music Group также рассматривает возможность дальнейшего использования социальной платформы Weverse, разработанной Big Hit. В результате этого партнёрства в октябре Big Hit достигла соглашения о переводе дистрибуции BTS в США и некоторых других странах с лейблов Sony Music: Columbia Records и The Orchard на Universal.

### 2021—настоящее время: Big Hit Music
19 марта 2021 года компания Big Hit Entertainment объявила о своём переименовании в Hybe Corporation, чтобы подчеркнуть расширение спектра своих бизнес-направлений и проектов. В связи с этим изменением лейбл Big Hit был переименован в Big Hit Music. 1 апреля 2021 года Hybe объявила через решение совета директоров о выделении лейблного бизнеса (Big Hit Music) из состава Hybe и создании новой компании, 100% акций которой будет принадлежать Hybe. 1 июля 2021 года Big Hit Music стала дочерней компанией Hybe.

## Артисты

### Группы
- BTS
- Tomorrow X Together

### Сольные
- Ли Хён[англ.]
- RM
- Agust D
- J-Hope
- Jin
- Jimin
- Jungkook
- V
- Чхве Ёнджун[23]
- Чхве Бомгю[24]

### Продюсеры
- «Хитман» Пан[25]
- Pdogg[англ.][26]
- Slow Rabbit[27]
- Supreme Boi[28]
- Suga[29]
- RM[30]
- J-Hope[31]
- Чхве Бомгю
- Хюнин Кай

### Хореографы
- Сон Сондык[26]

## Бывшие артисты
- K.Will[англ.] (2005—2007, со-управление с JYP Entertainment)
- 2AM (2008—2014, со-управление с JYP)
  - Чо Квон[англ.] (2010—2014)

- 8Eight[англ.] (2007—2014, со-управление с Source Music)
- Glam[англ.] (2010—2014, со-управление с Source)
- Им Чонхи[англ.] (2012—2015, со-управление с JYP)
- Homme[англ.] (2010—2018)
  - Ли Чанмин[англ.] (2010—2018)